# Jogos Apolinários
Jogos Apolinários (em latim: Ludi Apollinares) eram jogos solenes ("ludi") realizados anualmente pelos romanos antigos em homenagem ao deus Apolo. Segundo a tradição, a primeira celebração dos jogos, Roma foi subitamente invadida por inimigos e os romanos foram obrigados a pegar em armas. Uma nuvem de flechas e lanças caiu sobre os inimigos e os romanos rapidamente retornaram vitoriosos aos seus jogos.

## Primeiros jogos
Os jogos foram criados depois da inspeção minuciosa de uma coleção de profecias, a "Carmina Marciana", por conta do nome de um dos muitos videntes (em latim: "vates") responsáveis por elas, Márcio. Os jogos foram organizados de acordo com os oráculos de Márcio, que haviam previsto o desastre em Canas, a terrível derrota dos romanos pelos cartagineses de Aníbal. As profecias ditavam que os romanos deveriam adotar o ritual grego em homenagem a Diana e Latona e que deveriam contribuir com os custos dos jogos segundo suas possibilidades. Os Livros Sibilinos também foram consultados e confirmaram esta profecia. O evento aconteceu no auge da Segunda Guerra Púnica, quando Aníbal realizava sua invasão do norte da Itália. Com em épocas anteriores, os jogos eram utilizados para aplacar os temores públicos e para distraí-los dos perigos da invasão de Aníbal;
Os jogos eram realizados no Circo Máximo, com provas equestres e performances de palco, incluindo pratextae, um tipo de drama romano. Quinto Ênio (239–169 a.C.) patrocinou uma apresentação de "Thyestes" durante o festival de 169 a.C. Os Jogos Apolinários recebiam menos fundos do governo romano do que outros jogos e festivais, como os Jogos Romanos ou os Jogos Plebeus, pois era mais curto e tinha apenas um dia de corridas.

## Cronologia
Os Jogos Apolinários foram organizados pela primeira vez em 212 a.C., quando Públio Cornélio Sula foi pretor e, inicialmente, um juramento foi feito no sentido de realizá-los apenas uma vez, o que gerou alguma discussão sobre quem teria oficializado a sua realização anual.
Uma versão propõe que Lúcio Varo, o pretor urbano na época, renovou seu juramento e celebrou-os novamente em 210 a.C. Uma lei de 208 a.C., aprovada pelo mesmo Lúcio Varo durante seu mandato como edil curul, teria tornado os jogos um evento anual. Uma severa epidemia, naquele mesmo ano, estimulou o Senado a torná-los permanentes, pois Apolo era considerado o deus da cura. Daquela data em diante, os romanos passaram a celebrar os Jogos Apolinários em 13 de julho e, com o passar dos anos, as festividades foram sendo ampliadas até durarem 8 ou 9 dias.
Porém, Lívio sugere que foi Caio Calpúrnio Pisão e não Lúcio Varo que tornou os jogos permanentes, também em seu mandato de pretor, mas em 211 a.C.